# Elecciones locales de Bogotá de 2023
Las elecciones locales de Bogotá de 2023 se llevaron a cabo el domingo 29 de octubre de 2023 en la ciudad de Bogotá, donde fueron elegidos los siguientes cargos que tomaron posesión el 1 de enero de 2024 para un período de cuatro años:
- Alcalde Mayor.
- Los 45 miembros del Concejo Distrital (Concejales).
- Los 184 miembros de las Juntas Administradoras Locales de las 20 localidades de la ciudad (entre 7 y 11 por localidad, según su población) (Ediles).

## Legislación
Según la Constitución de Colombia, pueden ejercer su derecho a sufragio los ciudadanos mayores 18 años de edad que no hagan parte de la Fuerza Pública, no estén en un proceso de interdicción, y que no hayan sido condenados. Las personas que se encuentran en centros de reclusión, tales como cárceles o reformatorios, podrán votar en los establecimientos que determine la Registraduría Nacional. La inscripción en el registro civil no es automática, el ciudadano debe dirigirse a la sede regional de la Registraduría para inscribir su identificación personal en un puesto de votación.
La Ley 136 de 1994 establece que para ser elegido alcalde se requiere ser ciudadano colombiano en ejercicio y haber nacido o ser residente del respectivo municipio o de la correspondiente área metropolitana durante un año anterior a la fecha de inscripción o durante un período mínimo de tres años consecutivos en cualquier época. El alcalde se elige por mayoría simple, sin tener en cuenta la diferencia de votos con relación a quien obtenga el segundo lugar. Sin embargo, actualmente se encuentra en trámite en el Congreso de la República un proyecto de reforma constitucional que establece la segunda vuelta para la elección del mandatario de la ciudad.
Está prohibido para los funcionarios públicos del Distrito difundir propaganda electoral a favor o en contra de cualquier partido, agrupación o movimiento político, a través de publicaciones, estaciones de televisión y de radio o imprenta pública, según la Constitución y la Ley Estatutaria de Garantías Electorales. También les está expresamente prohibido acosar, presionar, o determinar, en cualquier forma, a subalternos para que respalden alguna causa, campaña o controversia política.
Los organismos encargados de velar administrativamente por el evento son la Registraduría Nacional del Estado Civil y el Consejo Nacional Electoral.
Además serán las primeras elecciones de este tipo en contar con un sistema de dos vueltas donde en caso de que ningún candidato obtenga más del 40% de los votos y supere al segundo por más del 10%, pasarán los dos más votados a la segunda vuelta que se realizará tres semanas después de la primera votación.

### Voto en blanco
De acuerdo con la sentencia C-490 de 2011 de la Corte Constitucional de Colombia, que declaró la exequibilidad de la Ley 1475 (Reforma Política), el voto en blanco es «una expresión política de disentimiento, abstención o inconformidad, con efectos políticos» y agrega que «el voto en blanco constituye una valiosa expresión del disenso a través del cual se promueve la protección de la libertad del elector. Como consecuencia de este reconocimiento la Constitución le adscribe una incidencia decisiva en procesos electorales orientados a proveer cargos unipersonales y de corporaciones públicas de elección popular».

De acuerdo con el artículo 9 del Acto Legislativo 01 de 2009, en caso de victoria del voto en blanco, 
"Deberá repetirse por una sola vez la votación para elegir miembros de una corporación pública, gobernador, alcalde o la primera vuelta en las elecciones presidenciales, cuando el total de los votos válidos, los votos en blanco constituyan la mayoría. Tratándose de elecciones unipersonales no podrán presentarse los mismos candidatos, mientras que en las corporaciones públicas no se podrán presentar a las nuevas elecciones las listas que no hayan alcanzado el umbral". 
Según lo anterior, si en la repetición de las votaciones llegara a ganar nuevamente el voto en blanco, quedaría como ganador el candidato que alcanzó la mayoría de votos válidos en el certamen electoral. Por lo cual, se elegirá el segundo puesto en votos. La Corte Constitucional, en sentencia C-490 de 2011 declaró inexequible la norma de la Reforma Política que ordenaba repetir elecciones «cuando el voto en blanco obtenga más votos que el candidato o lista que haya sacado la mayor votación» y en consecuencia la mayoría necesaria para repetir la elección es mayoría absoluta, es decir el 50% más 1 de los votos válidos, y no mayoría simple.

## Candidaturas

### Directorio Nacional
Las candidaturas por esta Directorio Nacional se refieren al proceso mediante el cual los partidos políticos eligen a sus candidatos para cargos de elección popular a nivel nacional.  Su función principal es la de seleccionar a aquellos candidatos que consideren más idóneos y alineados con los principios y objetivos de la organización política. Este proceso de selección puede incluir diversas etapas, como consultas internas, encuestas de opinión, debates y deliberaciones, con el propósito de garantizar un proceso democrático y transparente. Los siguientes son los partidos que mediante la colectividad, definieron su candidato a la Alcaldía de Bogotá o la ruta que llevará el partido de cara a las elecciones regionales en el Distrito Capital.

#### Partido Polo Democrático Alternativo
El 15 de abril el Partido Polo Democrático Alternativo oficializó a Carlos Carrillo como su candidato para la alcaldía de Bogotá con 17 votos a favor de 21 votos posibles. Carrillo fue seleccionado mediante el proceso interno del partido, donde se evaluaron distintas propuestas y perfiles para ocupar dicho cargo. El candidato agradeció el aval pero comentó que se someterá a una consulta interna con otros candidatos pertenecientes a la Coalición Pacto Histórico con la finalidad de elegir un candidato único. La publicación de resultados se dio el 25 de julio, en el que el precandidato figuró en cuarta posición dentro de la encuesta; gracias a lo acordado por la Coalición el concejal apoyó y felicitó al candidato ganador, Gustavo Bolívar.

#### Partido Unión Patriótica
El 27 de abril el Partido Unión Patriótica oficializó a Heidy Lorena Sánchez como su candidata para la alcaldía de Bogotá. La colectividad reconocido a la concejala por ser defensora de los derechos humanos y su compromiso con la construcción de una ciudad más incluyente y equitativa. Sánchez se postula con el objetivo de abordar diversos problemas urbanos y sociales que afectan a la ciudad. La candidata agradeció el aval pero comentó que se someterá a una consulta interna con otros candidatos pertenecientes a la Coalición Pacto Histórico con la finalidad de elegir un candidato único. La publicación de resultados se dio el 25 de julio, en el que la precandidata figuró en tercera posición dentro de la encuesta; gracias a lo acordado por la Coalición la concejala apoyó y felicitó al candidato ganador, Gustavo Bolívar.

#### Partido Dignidad & Compromiso
El 21 de junio el Partido Dignidad & Compromiso anunció por medio del directorio nacional a Jorge Enrique Robledo como su candidato para la alcaldía de Bogotá. Robledo, aceptó la postulación con el objetivo de liderar en sus palabras una "opción sólida" y con un enfoque en la equidad, la justicia social y el bienestar de la comunidad bogotana.

#### Partido Nuevo Liberalismo
El 17 de julio a través del Directorio Nacional del Nuevo Liberalismo se confirmó que por unanimidad Carlos Fernando Galán, exsenador y exconcejal, será candidato a la Alcaldía de Bogotá. Galán en su anuncio oficial destacó su profundo vínculo con la ciudad, en sus palabras; categorizo la crisis actual de la ciudad a partir de la desesperanza y la falta de confianza, y señaló que se necesita un liderazgo que comprenda los desafíos y tenga un plan sólido. Su proyecto se enfocará en temas clave como la seguridad, la movilidad y las cuestiones sociales. Esta será su tercera vez compitiendo por la alcaldía, luego de hacerlo en 2011 y 2019. Anunció su decisión poco antes de que finalice el periodo de inscripción de candidatos.

#### Coalición Pacto Histórico
El 25 de julio el Pacto Histórico anuncio oficialmente que el exsenador Gustavo Bolívar como candidato a la Alcaldía de Bogotá. La decisión fue comunicada en una rueda de prensa en la que se encontraban los precandidatos Heidy Sánchez, Camilo Romero, Gustavo Bolívar y Carlos Carrillo. La decisión se dio luego de que en la encuesta realizada por la coalición Bolívar ganara con el 23%, seguido de Romero con el 5%, Sánchez con el 5% y Carrillo con el 4%. Bolívar aceptó la candidatura, respaldado por las bases del progresismo. Bolívar mencionó que, si es elegido, pondrá atención en temas como la movilidad, reafirmó su compromiso de trabajar con los jóvenes vinculados a la Primera Línea para abordar temas de delincuencia y políticas de choque.

### Movimientos independientes
Desde el 1 de noviembre de 2022 la Registraduría Nacional del Estado Civil habilitó la opción de recolección de firmas para avalar las candidaturas independientes a los cargos de autoridad local y regional. En el caso de Bogotá, quienes opten por esta forma de aval, deberán recolectar un total de 50.000 firmas hábiles para poder participar en los comicios locales. Estas son las candidaturas que optaron por buscar su aval con este método y la cantidad de firmas que obtuvieron:
| Candidato                    | Movimiento                              | Inscripción | Finalización | Recolectadas | Participación | Referencia             |
| ---------------------------- | --------------------------------------- | ----------- | ------------ | ------------ | ------------- | ---------------------- |
| Juan Daniel Oviedo Arango    | Con Toda por Bogotá                     | 07/02/23    | 14/07/23     | 204.406      | Oficializada  | El Tiempo              |
| Nicolás Ramos Barbosa        | Más Acciones Menos Rostros              | 10/01/23    | 19/07/23     | 131.583      | Oficializada  | Región Capital         |
| Diego Andrés Molano Aponte   | Reconstruyamos Bogotá                   | 12/03/23    | 24/07/23     | 117.407      | Oficializada  | Revista Semana         |
| Rodrigo Lara Restrepo        | Liderazgo Amplio de Renovación Avanzada | 18/04/23    | 26/07/23     | 212.264      | Oficializada  | Nuevo Siglo            |
| Herman Martínez Gómez        | Incidamos en Bogotá                     | 12/02/23    | 29/07/23     | 36.945       | Incompleta    | Registraduria Nacional |
| Fabián David Paredes Espitia | Unidos por Bogotá                       | 24/04/23    | 29/07/23     | 28.134       | Incompleta    | Registraduria Nacional |

## Candidatos
A continuación un listado de personas que han expresado su voluntad de ser Alcalde de Bogotá. Las columnas individuales presentan el movimiento o partido oficialista con la que los candidatos se inscribieron oficialmente a la Alcaldía de Bogotá, de igual manera, las tablas individuales muestran únicamente el último cargo público ejercido por cada uno de los candidatos durante su carrera.
|                                    |                                     |                                     |                    |                             |                                     |                                |                               |                                     |
| Jorge Vargas                       | Diego Molano                        | Rodrigo Lara                        | Nicolás Ramos      | Carlos F. Galán             | Gustavo Bolívar                     | Rafael Quintero                | Juan Daniel Oviedo            | Jorge Robledo                       |
|                                    |                                     |                                     |                    |                             |                                     |                                |                               |                                     |
| (56 años) Policía                  | (53 años) Administrador de Empresas | (48 años) Abogado                   | (33 años) Abogado  | (46 años) Internacionalista | (57 años) Escritor                  | (72 años) Ingeniero Industrial | (46 años) Economista          | (73 años) Arquitecto                |
| Director de la Policía (2020-2022) | Ministro de Defensa (2021-2022)     | Senador de la República (2018-2022) | Consultor Político | Concejal de Bogotá (2020)   | Senador de la República (2018-2022) | Concejal de Bogotá (1995-1997) | Director del DANE (2018-2022) | Senador de la República (2002-2022) |

## Campañas
La siguiente tabla muestra las distintas campañas llevadas a cabo a lo largo de la carrera para la Alcaldía de Bogotá, esta incluye los eslóganes electorales, los programas de gobierno y las coaliciones creadas dependiendo del candidato.
| Partido/Movimiento | Partido/Movimiento                                   | Coalición/Coavales    | Eslóganes                | Programa | Ref.   |
| ------------------ | ---------------------------------------------------- | --------------------- | ------------------------ | -------- | ------ |
|                    | Partido Cambio Radical                               | - Partido Creemos     | Orden para Bogotá        |          | [ 17 ] |
|                    | G.S.C Reconstruyamos Bogotá                          | - Salvación Nacional  | Molano con seguridad     |          | [ 18 ] |
|                    | G.S.C Liderazgo Amplio de Renovación Avanzada "LARA" | - Partido Demócrata   | Vamos a vivir Bogotá     |          | [ 19 ] |
|                    | G.S.C Más Acciones Menos Rostros                     |                       | Es tiempo de transformar |          | [ 20 ] |
|                    | Partido Nuevo Liberalismo                            | - Partido ¡En Marcha! | Bogotá camina segura     |          | [ 21 ] |
|                    | Partido Colombia Humana                              | - Pacto Histórico     | Bolívar tu Alcalde       |          | [ 22 ] |
|                    | Movimiento Alianza Democrática Amplia                |                       | Tejiendo el cambio       |          | [ 23 ] |
|                    | G.S.C Con Toda por Bogotá                            |                       | Cabeza y Corazón         |          | [ 24 ] |
|                    | Partido Dignidad y Compromiso                        |                       | Es tiempo de Bogotá      |          | [ 25 ] |

## Encuestas

### Primera vuelta

###### Antes de la oficialización de las candidaturas
Se resaltan las dos candidaturas con mayor porcentaje de votación, pues nadie con menos del 40% de los votos y una ventaja menor a 10 puntos del segundo candidato será elegido en primera vuelta:
| Fecha    | Encuestador           | Precandidatos | Precandidatos | Precandidatos | Precandidatos | Precandidatos | Precandidatos | Precandidatos | Precandidatos | Precandidatos | Precandidatos | Precandidatos | Precandidatos | Precandidatos | Precandidatos | Precandidatos | Precandidatos | Precandidatos | Precandidatos | Precandidatos | Precandidatos  | Precandidatos | Precandidatos | Precandidatos   | Precandidatos | Estadísticas | Estadísticas    |
| Oviedo   | Molano                | Lara          | Sánchez       | Morris        | Bolívar       | Galán         | Robledo       | Amaya         | Ruiz          | Gómez         | Castellanos   | Gaviria       | Vargas        | Rivera        | Rojas         | Carrillo      | Martínez      | Bastidas      | Quintero      | Ramos         | Voto en Blanco | Ninguno       | NS/NR         | Margen de error | Fuente        |              |                 |
| -------- | --------------------- | ------------- | ------------- | ------------- | ------------- | ------------- | ------------- | ------------- | ------------- | ------------- | ------------- | ------------- | ------------- | ------------- | ------------- | ------------- | ------------- | ------------- | ------------- | ------------- | -------------- | ------------- | ------------- | --------------- | ------------- | ------------ | --------------- |
| 27/04/23 | Invamer               | 31%           | 2%            | 4%            | -             | 3%            | 18%           | 16%           | -             | 6%            | 5%            | 4%            | 1%            | 1%            | -             | -             | 1%            | 2%            | -             | 1%            | -              | -             | 4%            | -               | 16%           | 4%           | Valoraanalitik  |
| 06/06/23 | W.A.A                 | 14%           | 4%            | 8%            | -             | -             | 12%           | 15%           | -             | -             | -             | -             | -             | 9%            | -             | 2%            | 2%            | -             | -             | 3%            | -              | -             | 14%           | 16%             | -             | 3%           | El Espectador   |
| 03/07/23 | Invamer               | 28%           | 6%            | 3%            | -             | -             | 16%           | 15%           | 4%            | -             | -             | -             | -             | -             | -             | -             | 2%            | 4%            | -             | 1%            | -              | -             | 4%            | -               | 13%           | 3%           | Pulzo           |
| 12/07/23 | CNC                   | 22%           | 5%            | 6%            | -             | -             | 19%           | 18%           | 5%            | -             | -             | -             | -             | -             | -             | -             | 3%            | 4%            | -             | 3%            | -              | -             | 3%            | 11%             | 5%            | 2%           | Valora Analitik |
| 27/07/23 | Consultores de Opinón | 26%           | 7%            | 6%            | -             | -             | 16%           | 18%           | 5%            | -             | -             | -             | -             | -             | -             | -             | -             | -             | -             | -             | -              | -             | -             | -               | 8%            | 2%           | Consultores     |

###### Después de la oficialización de las candidaturas
Se resaltan las dos candidaturas con mayor porcentaje de votación, pues nadie con menos del 40% de los votos y una ventaja menor a 10 puntos del segundo candidato será elegido en primera vuelta:
| Fecha      | Encuestador            | Candidatos | Candidatos | Candidatos | Candidatos | Candidatos | Candidatos | Candidatos | Candidatos     | Candidatos | Candidatos | Candidatos      | Candidatos | Estadísticas | Estadísticas     |   |   |      |         |
| Oviedo     | Molano                 | Lara       | Galán      | Robledo    | Bolívar    | Vargas     | Quintero   | Ramos      | Voto en Blanco | Ninguno    | NS/NR      | Margen de error | Fuente     |              |                  |   |   |      |         |
| ---------- | ---------------------- | ---------- | ---------- | ---------- | ---------- | ---------- | ---------- | ---------- | -------------- | ---------- | ---------- | --------------- | ---------- | ------------ | ---------------- | - | - | ---- | ------- |
| 01/08/2023 | Mosqueteros            | 24,5%      | 6,8%       | 5,7%       | 16,3%      | 7,8%       | 17,9%      | 3,2%       | 1,2%           | Ninguno    | NS/NR      | Margen de error | Fuente     | 3,4%         | 13,1%            | - | - | 2,8% | W Radio |
| 04/08/2023 | CNC                    | 15,6%      | 5,1%       | 10,0%      | 22,0%      | 4,3%       | 18,2%      | 2,2%       | 1,9%           | 1,3%       | 3,9%       | 8,1%            | 7,4%       | 4,3%         | CNC              |   |   |      |         |
| 08/08/2023 | Guarumo y EcoAnalítica | 16,9%      | 8,2%       | 10,6%      | 20,8%      | 3,3%       | 17,4%      | 2,9%       | 0,3%           | 0,2%       | 8,8%       | -               | 10,6%      | 3,0%         | Guarumo          |   |   |      |         |
| 22/08/2023 | Mosqueteros            | 17,8%      | 7,3%       | 10,0%      | 20,8%      | 5,0%       | 18,2%      | 3,4%       | 1,6%           | 1,8%       | 14,1%      | -               | -          | 2,8%         | Infobae          |   |   |      |         |
| 30/08/2023 | Invamer                | 16,8%      | 7,5%       | 7,4%       | 26,6%      | 5,0%       | 20,3%      | 6,0%       | 0,6%           | 1,2%       | 8,5%       | -               | 9,3%       | 5,1%         | Noticias Caracol |   |   |      |         |
| 04/09/2023 | TYSE                   | 12,0%      | 4,2%       | 2,7%       | 11,4%      | 1,4%       | 15,3%      | 0,8%       | 0,0%           | 0,2%       | 15,1%      | -               | 36,9%      | 2,6%         | Bloomberg        |   |   |      |         |
| 10/09/2023 | GAD3                   | 20,1%      | 8,5%       | 8,8%       | 32,4%      | 3,6%       | 18,2%      | 1,7%       | 1,7%           | 0,7%       | 4,3%       | -               | -          | 5,0%         | Noticias RCN     |   |   |      |         |
| 13/09/2023 | Guarumo y EcoAnalítica | 12,2%      | 9,2%       | 8,7%       | 32,7%      | 2,4%       | 18,6%      | 4,9%       | 0,1%           | 0,4%       | 7,3%       | -               | 3,5%       | 3,7%         | Semana           |   |   |      |         |
| 16/09/2023 | Mosqueteros            | 16,0%      | 7,7%       | 13,1%      | 22,8%      | 5,1%       | 18,4%      | 3,9%       | 1,5%           | 1,3%       | 10,2%      | -               | -          | 2,8%         | W Radio          |   |   |      |         |
| 20/09/2023 | CNC                    | 17,0%      | 5,0%       | 3,0%       | 29,0%      | 6,0%       | 20,0%      | 2,0%       | 1,0%           | 0,0%       | 6,0%       | 3,0%            | 8,0%       | 3,7%         | Canal 1          |   |   |      |         |
| 24/09/2023 | Emporia CyA            | 15,4%      | 6,2%       | 10,1%      | 31,2%      | 3,1%       | 17,3%      | 4,4%       | 0,7%           | 0,6%       | 4,6%       | -               | 6,4%       | 3,1%         | Emporia          |   |   |      |         |
| 25/09/2023 | Atlas Intel            | 16,6%      | 7,0%       | 5,2%       | 34,7%      | 1,8%       | 22,5%      | 2,4%       | 0,8%           | 0,6%       | 3,2%       | -               | 5,2%       | 3,0%         | La Silla Vacía   |   |   |      |         |
| 26/09/2023 | Invamer                | 20,5%      | 4,6%       | 5,2%       | 32,9%      | 6,5%       | 22,6%      | 2,1%       | 0,0%           | 0,3%       | 5,3%       | -               | 12,2%      | 5,1%         | El Espectador    |   |   |      |         |
| 02/10/2023 | Emporia CyA            | 18,4%      | 4,8%       | 7,7%       | 33,1%      | 3,2%       | 22,5%      | 4,2%       | 0,4%           | 0,4%       | 4,1%       | -               | 1,2%       | 3,1%         | Emporia          |   |   |      |         |
| 05/10/2023 | Mosqueteros            | 17,0%      | 6,0%       | 13,1%      | 33,1%      | 3,1%       | 20,1%      | 2,1%       | 0,2%           | 0,2%       | 5,1%       | -               | -          | 2,8%         | Valora Analitick |   |   |      |         |
| 05/10/2023 | GAD3                   | 18,3%      | 4,7%       | 4,2%       | 37,2%      | 0,6%       | 24,5%      | 1,0%       | 1,8%           | 3,2%       | 4,5%       | -               | -          | 5,0%         | Noticias RCN     |   |   |      |         |
| 06/10/2023 | Guarumo y EcoAnalítica | 14,4%      | 8,7%       | 7,3%       | 37,9%      | 2,8%       | 18,3%      | 5,0%       | 0,6%           | 1,0%       | 4,0%       | -               | -          | 3,5%         | Infobae          |   |   |      |         |
| 08/10/2023 | Gauss                  | 12,2%      | 2,6%       | 12,7%      | 28,9%      | 1,4%       | 27,3%      | 4,2%       | 0,0%           | 0,0%       | 3,6%       | -               | 7,1%       | 3,0%         | Infobae          |   |   |      |         |
| 10/10/2023 | GAD3                   | 19,6%      | 4,5%       | 5,0%       | 36,6%      | 1,2%       | 23,8%      | 1,7%       | 1,6%           | 1,5%       | 4,6%       | -               | -          | 4,9%         | Asuntos Legales  |   |   |      |         |
| 11/10/2023 | GAD3                   | 19,6%      | 3,4%       | 5,2%       | 37,8%      | 0,9%       | 24,9%      | 1,9%       | 0,6%           | 0,5%       | 5,2%       | -               | -          | 4,9%         | Noticias RCN     |   |   |      |         |
| 12/10/2023 | GAD3                   | 18,5%      | 3,6%       | 4,5%       | 38,3%      | 0,9%       | 24,4%      | 1,6%       | 0,7%           | 1,2%       | 6,3%       | -               | -          | 4,9%         | Noticias RCN     |   |   |      |         |
| 12/10/2023 | Atlas Intel            | 19,7%      | 7,3%       | 4,7%       | 32,1%      | 1,7%       | 22,4%      | 3,0%       | 0,5%           | 0,9%       | 4,0%       | -               | 6,7%       | 3,0%         | La Silla Vacía   |   |   |      |         |
| 13/10/2023 | GAD3                   | 17,9%      | 3,4%       | 4,5%       | 38,9%      | 1,2%       | 23,9%      | 1,7%       | 0,7%           | 1,0%       | 6,8%       | -               | -          | 3,5%         | RCN Radio        |   |   |      |         |
| 15/10/2023 | Emporia CyA            | 17,7%      | 2,4%       | 7,8%       | 41,2%      | 1,6%       | 22,3%      | 2,5%       | 0,2%           | 0,2%       | 4,1%       | -               | 1,2%       | 3,1%         | Emporia          |   |   |      |         |
| 16/10/2023 | GAD3                   | 18,9%      | 2,9%       | 4,4%       | 39,3%      | 1,5%       | 23,7%      | 1,8%       | 0,4%           | 0,4%       | 6,6%       | -               | -          | 4,9%         | Noticias RCN     |   |   |      |         |
| 17/10/2023 | GAD3                   | 18,7%      | 3,2%       | 4,5%       | 39,4%      | 1,3%       | 23,5%      | 1,6%       | 0,4%           | 0,4%       | 6,9%       | -               | -          | 3,0%         | El Tiempo        |   |   |      |         |
| 18/10/2023 | GAD3                   | 19,1%      | 3,2%       | 4,4%       | 39,5%      | 1,5%       | 22,5%      | 1,8%       | 0,4%           | 0,4%       | 7,2%       | -               | -          | 2,8%         | La FM            |   |   |      |         |
| 19/10/2023 | GAD3                   | 18,6%      | 3,2%       | 4,3%       | 40,2%      | 1,6%       | 22,0%      | 1,8%       | 0,3%           | 0,5%       | 7,6%       | -               | -          | 2,7%         | La FM            |   |   |      |         |
| 20/10/2023 | CNC                    | 17,0%      | 5,0%       | 5,0%       | 37,0%      | 3,0%       | 22,0%      | 3,0%       | 1,0%           | 1,0%       | 3,0%       | 2,0%            | 1,0%       | 2,9%         | El Tiempo        |   |   |      |         |
| 20/10/2023 | GAD3                   | 18,3%      | 3,3%       | 4,2%       | 40,7%      | 1,6%       | 21,5%      | 1,9%       | 0,3%           | 0,6%       | 7,6%       | -               | -          | 2,7%         | La FM            |   |   |      |         |
| 23/10/2023 | GAD3                   | 18,2%      | 3,7%       | 4,3%       | 40,5%      | 1,8%       | 21,9%      | 1,8%       | 0,4%           | 0,6%       | 6,7%       | -               | -          | 2,6%         | Asuntos Legales  |   |   |      |         |
| 23/10/2023 | Invamer                | 18,9%      | 4,0%       | 3,4%       | 41,1%      | 2,3%       | 21,4%      | 3,2%       | 0,3%           | 0,9%       | 4,5%       | -               | 5,0%       | 3,4%         | Noticias Caracol |   |   |      |         |
| 24/10/2023 | GAD3                   | 17,2%      | 4,0%       | 4,4%       | 40,4%      | 2,1%       | 21,7%      | 2,1%       | 0,8%           | 1,0%       | 6,3%       | -               | -          | 2,6%         | Noticias RCN     |   |   |      |         |
| 25/10/2023 | GAD3                   | 16,9%      | 4,1%       | 3,9%       | 40,8%      | 2,5%       | 21,5%      | 2,3%       | 1,0%           | 1,2%       | 5,8%       | -               | -          | 2,5%         | Noticias RCN     |   |   |      |         |
| 25/10/2023 | Mosqueteros            | 19,9%      | 5,6%       | 6,1%       | 36,6%      | 2,2%       | 21,6%      | 3,6%       | 0,5%           | 0,5%       | 3,5%       | -               | -          | 2,8%         | JPG IM           |   |   |      |         |
| 25/10/2023 | Guarumo y EcoAnalítica | 19,8%      | 5,2%       | 3,4%       | 39,8%      | 1,4%       | 21,5%      | 3,2%       | 0,5%           | 0,2%       | 5,0%       | -               | -          | 3,1%         | Guarumo          |   |   |      |         |
| 26/10/2023 | GAD3                   | 16,6%      | 4,2%       | 3,6%       | 41,9%      | 2,5%       | 21,3%      | 2,2%       | 1,1%           | 1,3%       | 5,3%       | -               | -          | 2,5%         | La FM            |   |   |      |         |
| 26/10/2023 | Emporia CyA            | 18,4%      | 4,5%       | 4,4%       | 42,1%      | 1,8%       | 21,4%      | 2,9%       | 0,2%           | 0,3%       | 4,0%       | -               | -          | 3,1%         | Emporia          |   |   |      |         |
| 26/10/2023 | Atlas Intel            | 22,6%      | 4,8%       | 3,9%       | 35,5%      | 2,1%       | 22,2%      | 1,8%       | 0,0%           | 0,7%       | 1,4%       | -               | 5,0%       | 3,0%         | La Silla Vacía   |   |   |      |         |
| 27/10/2023 | CNC                    | 21,0%      | 4,0%       | 3,0%       | 41,0%      | 0,0%       | 22,0%      | 1,0%       | 0,0%           | 1,0%       | 4,0%       | -               | -          | 3,6%         | Canal 1          |   |   |      |         |
| 27/10/2023 | GAD3                   | 16,2%      | 4,1%       | 3,4%       | 42,8%      | 2,5%       | 20,8%      | 2,1%       | 1,1%           | 1,3%       | 5,7%       | -               | -          | 2,5%         | Noticias RCN     |   |   |      |         |
| 27/10/2023 | WAA S.A.S              | 23,1%      | 3,0%       | 4,7%       | 33,4%      | 4,2%       | 20,1%      | 2,2%       | 1,0%           | 0,6%       | 3,7%       | 3,7%            | -          | 2,6%         | El Espectador    |   |   |      |         |

###### Escenarios hipotéticos de segunda vuelta
| Fecha      | Encuestador            | Candidatos | Candidatos | Candidatos | Candidatos | Candidatos | Candidatos | Candidatos | Candidatos     | Candidatos | Candidatos | Candidatos      | Candidatos | Estadísticas | Estadísticas     |       |   |      |         |
| Oviedo     | Molano                 | Lara       | Galán      | Robledo    | Bolívar    | Vargas     | Quintero   | Ramos      | Voto en Blanco | Ninguno    | NS/NR      | Margen de error | Fuente     |              |                  |       |   |      |         |
| ---------- | ---------------------- | ---------- | ---------- | ---------- | ---------- | ---------- | ---------- | ---------- | -------------- | ---------- | ---------- | --------------- | ---------- | ------------ | ---------------- | ----- | - | ---- | ------- |
| 24/09/2023 | Emporia CyA            | -          | -          | -          | 57,4%      | -          | 23,6%      | -          | -              | Ninguno    | NS/NR      | Margen de error | Fuente     | -            | 7,8%             | 11,2% | - | 3,1% | Emporia |
| 24/09/2023 | Emporia CyA            | 31,9%      | -          | -          | 43,7%      | -          | -          | -          | -              | -          | 4,5%       | 19,9%           |            |              |                  |       | - | 3,1% | Emporia |
| 24/09/2023 | Emporia CyA            | -          | -          | 33,4%      | 42,9%      | -          | -          | -          | -              | -          | 8,5%       | 15,2%           |            |              |                  |       | - | 3,1% | Emporia |
| 26/09/2023 | Invamer                | -          | -          | -          | 64,8%      | -          | 29,4%      | -          | -              | -          | 5,8%       | -               | 12,0%      | 5,1%         | El Espectador    |       |   |      |         |
| 26/09/2023 | Invamer                | 39,3%      | -          | -          | 54,2%      | -          | -          | -          | -              | -          | 6,5%       | -               | 17,3%      | 5,1%         | El Espectador    |       |   |      |         |
| 26/09/2023 | Invamer                | 58,0%      | -          | -          | -          | -          | 35,7%      | -          | -              | -          | 6,4%       | -               | 18,7%      | 5,1%         | El Espectador    |       |   |      |         |
| 02/10/2023 | Emporia CyA            | -          | -          | -          | 59,4%      | -          | 29,2%      | -          | -              | -          | 4,9%       | 6,5%            | -          | 3,1%         | Emporia          |       |   |      |         |
| 02/10/2023 | Emporia CyA            | 32,2%      | -          | -          | 52,1%      | -          | -          | -          | -              | -          | 7,2%       | 8,5%            | -          | 3,1%         | Emporia          |       |   |      |         |
| 02/10/2023 | Emporia CyA            | 52,3%      | -          | -          | -          | -          | 36,4%      | -          | -              | -          | 5,4%       | 5,9%            | -          | 3,1%         | Emporia          |       |   |      |         |
| 05/10/2023 | Mosqueteros            | -          | -          | -          | 58,1%      | -          | 34,7%      | -          | -              | -          | -          | 7,3%            | -          | 2,8%         | Valora Analitick |       |   |      |         |
| 05/10/2023 | Mosqueteros            | 40,3%      | -          | -          | 50,3%      | -          | -          | -          | -              | -          | -          | 9,4%            | -          | 2,8%         | Valora Analitick |       |   |      |         |
| 05/10/2023 | Mosqueteros            | -          | -          | 42,2%      | 48,2%      | -          | -          | -          | -              | -          | -          | 9,7%            | -          | 2,8%         | Valora Analitick |       |   |      |         |
| 05/10/2023 | Mosqueteros            | 53,3%      | -          | -          | -          | -          | 32,1%      | -          | -              | -          | -          | 14,6%           | -          | 2,8%         | Valora Analitick |       |   |      |         |
| 05/10/2023 | Mosqueteros            | 45,3%      | -          | 42,8%      | -          | -          | -          | -          | -              | -          | -          | 11,8%           | -          | 2,8%         | Valora Analitick |       |   |      |         |
| 05/10/2023 | Mosqueteros            | -          | -          | 48,6%      | -          | -          | 36,5%      | -          | -              | -          | -          | 14,9%           | -          | 2,8%         | Valora Analitick |       |   |      |         |
| 05/10/2023 | GAD3                   | -          | -          | -          | 57,9%      | -          | 15,9%      | -          | -              | -          | 11,8%      | 8,3%            | 6,2%       | 5,0%         | RCN              |       |   |      |         |
| 05/10/2023 | GAD3                   | 18,6%      | -          | -          | 51,4%      | -          | -          | -          | -              | -          | 11,6%      | 10,3%           | 8,1%       | 5,0%         | RCN              |       |   |      |         |
| 05/10/2023 | GAD3                   | 39,0%      | -          | -          | -          | -          | 24,4%      | -          | -              | -          | 16,5%      | 11,1%           | 9,0%       | 5,0%         | RCN              |       |   |      |         |
| 06/10/2023 | Guarumo y EcoAnalítica | -          | -          | -          | 59,0%      | -          | 26,9%      | -          | -              | -          | 4,0%       | 10,1%           | -          | 3,5%         | Infobae          |       |   |      |         |
| 06/10/2023 | Guarumo y EcoAnalítica | 27,1%      | -          | -          | 54,3%      | -          | -          | -          | -              | -          | 4,0%       | 14,6%           | -          | 3,5%         | Infobae          |       |   |      |         |
| 06/10/2023 | Guarumo y EcoAnalítica | 40,1%      | -          | -          | -          | -          | 27,9%      | -          | -              | -          | 4,0%       | 28,0%           | -          | 3,5%         | Infobae          |       |   |      |         |
| 08/10/2023 | Gauss                  | -          | -          | -          | 41,1%      | -          | 28,7%      | -          | -              | -          | 21,4%      | -               | 8,8%       | 3,0%         | Infobae          |       |   |      |         |
| 08/10/2023 | Gauss                  | 23,0%      | -          | -          | -          | -          | 30,4%      | -          | -              | -          | 35,2%      | -               | 11,4%      | 3,0%         | Infobae          |       |   |      |         |
| 10/10/2023 | GAD3                   | -          | -          | -          | 62,4%      | -          | 32,1%      | -          | -              | -          | 5,5%       | -               | -          | 4,9%         | Asuntos Legales  |       |   |      |         |
| 10/10/2023 | GAD3                   | 26,9%      | -          | -          | 66,7%      | -          | -          | -          | -              | -          | 6,4%       | -               | -          | 4,9%         | Asuntos Legales  |       |   |      |         |
| 10/10/2023 | GAD3                   | 49,4%      | -          | -          | -          | -          | 45,1%      | -          | -              | -          | 5,5%       | -               | -          | 4,9%         | Asuntos Legales  |       |   |      |         |
| 11/10/2023 | GAD3                   | -          | -          | -          | 61,6%      | -          | 32,4%      | -          | -              | -          | 5,9%       | -               | -          | 4,9%         | Noticias RCN     |       |   |      |         |
| 11/10/2023 | GAD3                   | 26,1%      | -          | -          | 66,9%      | -          | -          | -          | -              | -          | 6,9%       | -               | -          | 4,9%         | Noticias RCN     |       |   |      |         |
| 11/10/2023 | GAD3                   | 48,7%      | -          | -          | -          | -          | 45,3%      | -          | -              | -          | 6,0%       | -               | -          | 4,9%         | Noticias RCN     |       |   |      |         |
| 12/10/2023 | GAD3                   | -          | -          | -          | 60,9%      | -          | 31,9%      | -          | -              | -          | 7,2%       | -               | -          | 4,9%         | Noticias RCN     |       |   |      |         |
| 12/10/2023 | GAD3                   | 24,6%      | -          | -          | 67,0%      | -          | -          | -          | -              | -          | 8,4%       | -               | -          | 4,9%         | Noticias RCN     |       |   |      |         |
| 12/10/2023 | GAD3                   | 47,8%      | -          | -          | -          | -          | 44,9%      | -          | -              | -          | 7,3%       | -               | -          | 4,9%         | Noticias RCN     |       |   |      |         |
| 13/10/2023 | GAD3                   | -          | -          | -          | 60,3%      | -          | 31,4%      | -          | -              | -          | 8,2%       | -               | -          | 3,5%         | RCN Radio        |       |   |      |         |
| 13/10/2023 | GAD3                   | 22,9%      | -          | -          | 67,8%      | -          | -          | -          | -              | -          | 9,6%       | -               | -          | 3,5%         | RCN Radio        |       |   |      |         |
| 13/10/2023 | GAD3                   | 46,8%      | -          | -          | -          | -          | 44,7%      | -          | -              | -          | 8,3%       | -               | -          | 3,5%         | RCN Radio        |       |   |      |         |
| 15/10/2023 | Emporia CyA            | -          | -          | -          | 59,4%      | -          | 28,4%      | -          | -              | -          | 5,4%       | 6,8%            | -          | 3,1%         | Emporia          |       |   |      |         |
| 15/10/2023 | Emporia CyA            | 34,5%      | -          | -          | 57,5%      | -          | -          | -          | -              | -          | 4,6%       | 3,6%            | -          | 3,1%         | Emporia          |       |   |      |         |
| 16/10/2023 | GAD3                   | -          | -          | -          | 61,8%      | -          | 30,8%      | -          | -              | -          | 7,5%       | -               | -          | 4,9%         | Noticias RCN     |       |   |      |         |
| 16/10/2023 | GAD3                   | 24,7%      | -          | -          | 66,7%      | -          | -          | -          | -              | -          | 8,6%       | -               | -          | 4,9%         | Noticias RCN     |       |   |      |         |
| 16/10/2023 | GAD3                   | 48,5%      | -          | -          | -          | -          | 44,0%      | -          | -              | -          | 7,5%       | -               | -          | 4,9%         | Noticias RCN     |       |   |      |         |
| 17/10/2023 | GAD3                   | -          | -          | -          | 61,6%      | -          | 30,6%      | -          | -              | -          | 7,8%       | -               | -          | 3,0%         | El Tiempo        |       |   |      |         |
| 17/10/2023 | GAD3                   | 24,4%      | -          | -          | 66,6%      | -          | -          | -          | -              | -          | 9,0%       | -               | -          | 3,0%         | El Tiempo        |       |   |      |         |
| 17/10/2023 | GAD3                   | 48,3%      | -          | -          | -          | -          | 43,8%      | -          | -              | -          | 7,9%       | -               | -          | 3,0%         | El Tiempo        |       |   |      |         |
| 18/10/2023 | GAD3                   | -          | -          | -          | 62,3%      | -          | 29,5%      | -          | -              | -          | 8,2%       | -               | -          | 2,8%         | La FM            |       |   |      |         |
| 18/10/2023 | GAD3                   | 24,8%      | -          | -          | 65,9%      | -          | -          | -          | -              | -          | 9,3%       | -               | -          | 2,8%         | La FM            |       |   |      |         |
| 18/10/2023 | GAD3                   | 49,0%      | -          | -          | -          | -          | 42,8%      | -          | -              | -          | 8,2%       | -               | -          | 2,8%         | La FM            |       |   |      |         |
| 19/10/2023 | GAD3                   | -          | -          | -          | 62,4%      | -          | 29,1%      | -          | -              | -          | 8,5%       | -               | -          | 2,7%         | La FM            |       |   |      |         |
| 19/10/2023 | GAD3                   | 24,1%      | -          | -          | 66,0%      | -          | -          | -          | -              | -          | 9,9%       | -               | -          | 2,7%         | La FM            |       |   |      |         |
| 19/10/2023 | GAD3                   | 48,8%      | -          | -          | -          | -          | 42,4%      | -          | -              | -          | 8,8%       | -               | -          | 2,7%         | La FM            |       |   |      |         |
| 20/10/2023 | GAD3                   | -          | -          | -          | 63,0%      | -          | 28,7%      | -          | -              | -          | 8,3%       | -               | -          | 2,7%         | La FM            |       |   |      |         |
| 20/10/2023 | GAD3                   | 23,7%      | -          | -          | 66,5%      | -          | -          | -          | -              | -          | 9,8%       | -               | -          | 2,7%         | La FM            |       |   |      |         |
| 20/10/2023 | GAD3                   | 49,1%      | -          | -          | -          | -          | 42,2%      | -          | -              | -          | 8,7%       | -               | -          | 2,7%         | La FM            |       |   |      |         |
| 23/10/2023 | GAD3                   | -          | -          | -          | 63,2%      | -          | 29,4%      | -          | -              | -          | 7,3%       | -               | -          | 2,6%         | Asuntos Legales  |       |   |      |         |
| 23/10/2023 | GAD3                   | 23,8%      | -          | -          | 67,4%      | -          | -          | -          | -              | -          | 8,8%       | -               | -          | 2,6%         | Asuntos Legales  |       |   |      |         |
| 23/10/2023 | GAD3                   | 49,3%      | -          | -          | -          | -          | 42,9%      | -          | -              | -          | 7,8%       | -               | -          | 2,6%         | Asuntos Legales  |       |   |      |         |
| 23/10/2023 | Invamer                | -          | -          | -          | 68,3%      | -          | 28,3%      | -          | -              | -          | 3,4%       | -               | 9,7%       | 3,4%         | Noticias Caracol |       |   |      |         |
| 23/10/2023 | Invamer                | 33,1%      | -          | -          | 63,6%      | -          | -          | -          | -              | -          | 3,3%       | -               | 13,4%      | 3,4%         | Noticias Caracol |       |   |      |         |
| 23/10/2023 | Invamer                | 60,1%      | -          | -          | -          | -          | 36,0%      | -          | -              | -          | 3,9%       | -               | 18,2%      | 3,4%         | Noticias Caracol |       |   |      |         |
| 24/10/2023 | GAD3                   | -          | -          | -          | 63,3%      | -          | 29,7%      | -          | -              | -          | 7,0%       | -               | -          | 2,6%         | Noticias RCN     |       |   |      |         |
| 24/10/2023 | GAD3                   | 23,6%      | -          | -          | 67,8%      | -          | -          | -          | -              | -          | 8,6%       | -               | -          | 2,6%         | Noticias RCN     |       |   |      |         |
| 24/10/2023 | GAD3                   | 49,0%      | -          | -          | -          | -          | 43,5%      | -          | -              | -          | 7,5%       | -               | -          | 2,6%         | Noticias RCN     |       |   |      |         |
| 25/10/2023 | GAD3                   | -          | -          | -          | 63,9%      | -          | 29,6%      | -          | -              | -          | 6,5%       | -               | -          | 2,5%         | Noticias RCN     |       |   |      |         |
| 25/10/2023 | GAD3                   | 23,5%      | -          | -          | 68,3%      | -          | -          | -          | -              | -          | 8,2%       | -               | -          | 2,5%         | Noticias RCN     |       |   |      |         |
| 25/10/2023 | GAD3                   | 49,3%      | -          | -          | -          | -          | 43,8%      | -          | -              | -          | 6,9%       | -               | -          | 2,5%         | Noticias RCN     |       |   |      |         |
| 25/10/2023 | Mosqueteros            | -          | -          | -          | 60,5%      | -          | 32,8%      | -          | -              | -          | 6,7%       | -               | -          | 2,8%         | JPG IM           |       |   |      |         |
| 25/10/2023 | Mosqueteros            | 38,7%      | -          | -          | 53,3%      | -          | -          | -          | -              | -          | 8,0%       | -               | -          | 2,8%         | JPG IM           |       |   |      |         |
| 25/10/2023 | Mosqueteros            | 54,1%      | -          | -          | -          | -          | 31,2%      | -          | -              | -          | 14,7%      | -               | -          | 2,8%         | JPG IM           |       |   |      |         |
| 25/10/2023 | Guarumo y EcoAnalítica | -          | -          | -          | 65,1%      | -          | 26,7%      | -          | -              | -          | -          | 8,2%            | -          | 3,1%         | Guarumo          |       |   |      |         |
| 25/10/2023 | Guarumo y EcoAnalítica | 28,9%      | -          | -          | 53,3%      | -          | -          | -          | -              | -          | -          | 17,8%           | -          | 3,1%         | Guarumo          |       |   |      |         |
| 25/10/2023 | Guarumo y EcoAnalítica | 48,4%      | -          | -          | -          | -          | 25,9%      | -          | -              | -          | -          | 25,7%           | -          | 3,1%         | Guarumo          |       |   |      |         |
| 26/10/2023 | GAD3                   | -          | -          | -          | 64,7%      | -          | 29,4%      | -          | -              | -          | 5,9%       | -               | -          | 2,5%         | La FM            |       |   |      |         |
| 26/10/2023 | GAD3                   | 23,0%      | -          | -          | 69,7%      | -          | -          | -          | -              | -          | 7,3%       | -               | -          | 2,5%         | La FM            |       |   |      |         |
| 26/10/2023 | GAD3                   | 49,8%      | -          | -          | -          | -          | 43,9%      | -          | -              | -          | 6,3%       | -               | -          | 2,5%         | La FM            |       |   |      |         |
| 26/10/2023 | Emporia CyA            | -          | -          | -          | 67,4%      | -          | 27,6%      | -          | -              | -          | 3,5%       | 1,5%            | -          | 3,1%         | Emporia          |       |   |      |         |
| 26/10/2023 | Emporia CyA            | 33,2%      | -          | -          | 58,6%      | -          | -          | -          | -              | -          | 4,3%       | 3,9%            | -          | 3,1%         | Emporia          |       |   |      |         |

## Debates
A continuación, una tabla que contiene debates realizados durante la campaña a la alcaldía. Esta tabla de debates no incluye los foros a los que asistieron los candidatos durante la campaña.
| Medio de Comunicación y Fecha                                                                          | Lugar       | Moderador/es                                                      | P Presente A Ausente o No Invitado | P Presente A Ausente o No Invitado | P Presente A Ausente o No Invitado | P Presente A Ausente o No Invitado | P Presente A Ausente o No Invitado | P Presente A Ausente o No Invitado | P Presente A Ausente o No Invitado | P Presente A Ausente o No Invitado | P Presente A Ausente o No Invitado | P Presente A Ausente o No Invitado |
| Medio de Comunicación y Fecha                                                                          | Lugar       | Moderador/es                                                      | Oviedo                             | Molano                             | Lara                               | Galán                              | Bolívar                            | Robledo                            | Vargas                             | Quintero                           | Ramos                              |                                    |
| --- | ----------- | ----------------------------------------------------------------- | ---------------------------------- | ---------------------------------- | ---------------------------------- | ---------------------------------- | ---------------------------------- | ---------------------------------- | ---------------------------------- | ---------------------------------- | ---------------------------------- | ---------------------------------- |
| Medio de Comunicación y Fecha                                                                          | Lugar       | Moderador/es                                                      |                                    |                                    |                                    |                                    |                                    |                                    |                                    |                                    |                                    |                                    |
| Revista Cambio - Los Danieles 30 de julio de 2023                                                      | Bogotá D.C. | - Ana Bejarano - Daniel Pizano - Daniel Samper - Daniel Coronell  | P                                  | P                                  | P                                  | P                                  | A                                  | P                                  | A                                  | A                                  | A                                  |                                    |
| Periódico El Tiempo - Universidad Javeriana - Cámara de Comercio de Bogotá 3 de agosto de 2023         | Bogotá D.C. | - Ernesto Cortés                                                  | P                                  | P                                  | P                                  | P                                  | P                                  | P                                  | P                                  | A                                  | A                                  |                                    |
| RCN Radio 8 de agosto de 2023                                                                          | Bogotá D.C. | - Alejandro Villegas - Yanelda Jaimes                             | P                                  | P                                  | P                                  | P                                  | A                                  | P                                  | P                                  | A                                  | A                                  |                                    |
| Revista Semana - El País 13 de agosto de 2023                                                          | Bogotá D.C. | - Vicky Dávila                                                    | P                                  | P                                  | P                                  | P                                  | P                                  | P                                  | P                                  | A                                  | A                                  |                                    |
| Universidad Nacional de Colombia 15 de agosto de 2023                                                  | Bogotá D.C. | - Jairo Villabona                                                 | P                                  | A                                  | P                                  | P                                  | A                                  | P                                  | A                                  | A                                  | P                                  |                                    |
| Universidad La Gran Colombia 16 de agosto de 2023                                                      | Bogotá D.C. | - Andrés Felipe Carrillo - Alexánder Pedraza                      | A                                  | A                                  | P                                  | A                                  | P                                  | A                                  | A                                  | A                                  | P                                  |                                    |
| Red+ Noticias - Universidad EAN - Cámara Verde de Comercio 22 de agosto de 2023                        | Bogotá D.C. | - Azucena Liévano - Giovanni Celis                                | P                                  | P                                  | P                                  | P                                  | A                                  | P                                  | A                                  | P                                  | P                                  |                                    |
| Antena Ciudadana - Medios Comunitarios 24 de agosto de 2023                                            | Bogotá D.C. | - Carlos Acero - Wilson Castiblanco                               | A                                  | P                                  | P                                  | P                                  | P                                  | P                                  | P                                  | A                                  | P                                  |                                    |
| Legis - El Colombiano - Universidad Sergio Arboleda 28 de agosto de 2023                               | Bogotá D.C. | - Luz María Sierra                                                | P                                  | P                                  | P                                  | A                                  | A                                  | P                                  | P                                  | A                                  | P                                  |                                    |
| SintraTelefonos - ACEU - ASPU-UD - Universidad Distrital Francisco José de Caldas 28 de agosto de 2023 | Bogotá D.C. | - David Reyes - Martha Wilches                                    | P                                  | A                                  | P                                  | A                                  | P                                  | P                                  | A                                  | A                                  | P                                  |                                    |
| Universidad Externado de Colombia 29 de agosto de 2023                                                 | Bogotá D.C. | - Dario Patiño - Karina Guerrero                                  | P                                  | P                                  | P                                  | P                                  | A                                  | P                                  | A                                  | A                                  | P                                  |                                    |
| UNINPAHU - Institución Universitaria 29 de agosto de 2023                                              | Bogotá D.C. | - Paulina Leyva                                                   | P                                  | A                                  | A                                  | A                                  | A                                  | P                                  | A                                  | A                                  | P                                  |                                    |
| El Espectador - Blu Radio - Noticias Caracol 30 de agosto de 2023                                      | Bogotá D.C. | - Elber Gutierrez - Camila Zuluaga                                | P                                  | P                                  | P                                  | P                                  | P                                  | A                                  | A                                  | A                                  | A                                  |                                    |
| Periódico El Tiempo - Portafolio - Noticias Caracol 6 de septiembre de 2023                            | Bogotá D.C. | - Francisco Miranda                                               | P                                  | P                                  | P                                  | P                                  | P                                  | P                                  | A                                  | A                                  | A                                  |                                    |
| Cablenoticias 8 de septiembre de 2023                                                                  | Bogotá D.C. | - Ana María Veléz                                                 | P                                  | P                                  | P                                  | A                                  | A                                  | P                                  | P                                  | P                                  | P                                  |                                    |
| Canal Trece 10 de septiembre de 2023                                                                   | Bogotá D.C. | - Gina Paola Chavéz                                               | P                                  | P                                  | P                                  | A                                  | A                                  | P                                  | A                                  | P                                  | P                                  |                                    |
| Noticias Caracol - Universidad de los Andes 12 de septiembre de 2023                                   | Bogotá D.C. | - Camila Zuluaga                                                  | P                                  | P                                  | P                                  | P                                  | P                                  | P                                  | P                                  | P                                  | P                                  |                                    |
| El Espectador - Blu Radio - Noticias Caracol - Universidad EAN 19 de septiembre de 2023                | Bogotá D.C. | - Juan Roberto Vargas - Elber Gutiérrez                           | P                                  | P                                  | P                                  | P                                  | A                                  | P                                  | P                                  | A                                  | A                                  |                                    |
| Canal 1 - KienyKe - Universidad ECCI 19 de septiembre de 2023                                          | Bogotá D.C. | - Adriana Bernal - Ramiro Avendaño                                | A                                  | P                                  | P                                  | A                                  | A                                  | P                                  | P                                  | P                                  | P                                  |                                    |
| A Fondo con María Jimena Duzán - PAIIS - La Buseta Electoral - Temblores ONG 25 de septiembre de 2023  | Bogotá D.C. | - María Jimena Duzán                                              | P                                  | A                                  | P                                  | A                                  | P                                  | A                                  | A                                  | A                                  | P                                  |                                    |
| Universidad Militar Nueva Granada 26 de septiembre de 2023                                             | Bogotá D.C. | - Francisco López                                                 | A                                  | A                                  | P                                  | A                                  | A                                  | P                                  | P                                  | P                                  | P                                  |                                    |
| Noticias RCN - FENALCO 28 de septiembre de 2023                                                        | Bogotá D.C. | - José Manuel Acevedo - Jaime Alberto Cabal                       | P                                  | P                                  | P                                  | P                                  | A                                  | A                                  | P                                  | A                                  | A                                  |                                    |
| Desnúdate con Eva 5 de octubre de 2023                                                                 | Bogotá D.C. | - Eva Rey                                                         | P                                  | A                                  | P                                  | A                                  | P                                  | P                                  | P                                  | A                                  | A                                  |                                    |
| Universidad de los Andes 9 de octubre de 2023                                                          | Bogotá D.C. | - Hernando Zuleta - Felipe Zuleta                                 | P                                  | P                                  | P                                  | P                                  | A                                  | A                                  | A                                  | A                                  | P                                  |                                    |
| Canal Capital - Universidad Jorge Tadeo Lozano 10 de octubre de 2023                                   | Bogotá D.C. | - Yamit Palacio - María Paula Martínez                            | P                                  | P                                  | P                                  | P                                  | A                                  | P                                  | P                                  | P                                  | P                                  |                                    |
| La Silla Vacía - Universidad Nacional de Colombia 19 de octubre de 2023                                | Bogotá D.C. | - Daniel Pacheco                                                  | P                                  | A                                  | P                                  | A                                  | P                                  | A                                  | A                                  | A                                  | A                                  |                                    |
| UNINPAHU - Institución Universitaria 20 de octubre de 2023                                             | Bogotá D.C. | - Paulina Leyva                                                   | A                                  | P                                  | A                                  | A                                  | A                                  | P                                  | A                                  | P                                  | P                                  |                                    |
| Noticias RCN 22 de octubre de 2023                                                                     | Bogotá D.C. | - José Manuel Acevedo - Maritza Aristizábal                       | P                                  | P                                  | P                                  | P                                  | P                                  | P                                  | P                                  | P                                  | P                                  |                                    |
| Caracol Radio - Tropicana FM 23 de octubre de 2023                                                     | Bogotá D.C. | - Vanessa de la Torre - Jhon Jairo Florez                         | P                                  | P                                  | P                                  | P                                  | P                                  | P                                  | P                                  | A                                  | A                                  |                                    |
| Periódico El Tiempo - CityTV 24 de octubre de 2023                                                     | Bogotá D.C. | - Andrés Mompotes - D'Arcy Quinn                                  | P                                  | P                                  | P                                  | P                                  | P                                  | P                                  | P                                  | A                                  | A                                  |                                    |
| Revista Semana 25 de octubre de 2023                                                                   | Bogotá D.C. | - Vicky Dávila                                                    | P                                  | P                                  | P                                  | P                                  | P                                  | P                                  | P                                  | A                                  | A                                  |                                    |
| Noticias Caracol - La Silla Vacía 26 de octubre de 2023                                                | Bogotá D.C. | - Juanita León - Juan Roberto Vargas - María Alejandra Villamizar | P                                  | P                                  | P                                  | P                                  | A                                  | P                                  | P                                  | A                                  | A                                  |                                    |

## Resultados

### Alcalde Mayor
|  | 49,08 % |

|  | 20,19 % |

|  | 18,72 % |

|  | 2,28 % |

|  | 2,15 % |

|  | 1,12 % |

|  | 1,02 % |

|  | 0,49 % |

|  | 0,09 % |

|  | 4,87 % |

|  | 1,55 % |

|  | 0,67 % |

|  | 51,99 % |

### Resultados por localidad

Candidato más votado por localidad:
Carlos Fernando Galán
Gustavo Bolívar

| 01                     | Usaquén            | 149 566 | 60.09% | 54 479  | 21.81% | 23 105 | 9.28%  |
| 02                     | Chapinero          | 48 667  | 56.78% | 19 353  | 22.43% | 10 081 | 11.77% |
| 03                     | Santa Fe           | 18 210  | 43.31% | 7 537   | 17.89% | 10 804 | 25.82% |
| 04                     | San Cristóbal      | 59 582  | 43.81% | 23 050  | 16.94% | 33 071 | 24.49% |
| 05                     | Usme               | 50 814  | 44.40% | 16 429  | 14.37% | 30 015 | 26.38% |
| 06                     | Tunjuelito         | 36 865  | 46.40% | 14 876  | 18.82% | 17 634 | 22.22% |
| 07                     | Bosa               | 98 175  | 43.03% | 42 150  | 18.46% | 54 283 | 23.86% |
| 08                     | Kennedy            | 176 590 | 46.54% | 77 972  | 20.43% | 77 142 | 20.24% |
| 09                     | Fontibón           | 82 856  | 49.62% | 38 813  | 23.20% | 26 493 | 15.84% |
| 10                     | Engativá           | 166 353 | 48.09% | 78 014  | 22.40% | 60 793 | 17.54% |
| 11                     | Suba               | 244 848 | 53.28% | 100 133 | 21.73% | 65 666 | 14.27% |
| 12                     | Barrios Unidos     | 44 685  | 53.02% | 18 010  | 21.34% | 12 648 | 14.92% |
| 13                     | Teusaquillo        | 43 633  | 46.65% | 21 482  | 22.90% | 18 677 | 20.00% |
| 14                     | Los Mártires       | 20 630  | 50.02% | 6 927   | 17.37% | 7 479  | 18.99% |
| 15                     | Antonio Nariño     | 27 098  | 48.73% | 10 697  | 19.06% | 11 544 | 20.83% |
| 16                     | Puente Aranda      | 61 140  | 50.21% | 25 219  | 20.61% | 21 772 | 17.91% |
| 17                     | La Candelaria      | 9 321   | 42.75% | 3 504   | 15.98% | 6 292  | 28.86% |
| 18                     | Rafael Uribe Uribe | 59 791  | 45.91% | 23 334  | 17.81% | 29 513 | 22.74% |
| 19                     | Ciudad Bolívar     | 86 456  | 44.35% | 29 038  | 14.93% | 48 071 | 24.82% |
| 20                     | Sumapaz            | 1 234   | 37.42% | 251     | 7.77%  | 1 560  | 47.46% |
| Fuente: La Silla Vacía |                    |         |        |         |        |        |        |

### Concejo Distrital
Para asignar las curules del Concejo Distrital se utiliza el sistema de cifra repartidora. La votación para la conformación de este órgano arrojó los siguientes resultados para cada partido o coalición que presentó una lista de candidatos:
|  | 14.97 % |

|  | 14.41 % |

|  | 13.61 % |

|  | 12.82 % |

|  | 10.58 % |

|  | 7.73 % |

|  | 4.94 % |

|  | 3.05 % |

|  | 1.87 % |

|  | 1.14 % |

|  | 0.61 % |

|  | 0.58 % |

|  | 0.19 % |

|  | 0.18 % |

|  | 0.18 % |

|  | 13,14 % |

|  | 2.79 % |

|  | 3.11 % |

|  | 49.62 % |

     – Partidos que no superaron el umbral (49.440 votos).

### Concejales electos
| Concejal Electo                            | Partido                     | Votos   |
| ------------------------------------------ | --------------------------- | ------- |
| Julian Felipe Triana Vargas                | Partido Alianza Verde       | 33.710  |
| Edward Aníbal Arias Rubio                  | Partido Alianza Verde       | 32.256  |
| Andrés Ernesto García Vargas               | Partido Alianza Verde       | 24.957  |
| Julián David Rodríguez Sastoque            | Partido Alianza Verde       | 24.827  |
| Andres Leandro Castellanos Serrano         | Partido Alianza Verde       | 23.722  |
| María Clara Name Ramírez                   | Partido Alianza Verde       | 22.743  |
| Andrés Darío Onzaga Niño                   | Partido Alianza Verde       | 20.260  |
| Julián Espinosa Ortiz                      | Partido Alianza Verde       | 19.565  |
| Juan Javier Baena Merlano                  | Convergencia por Bogotá     | 49.214  |
| Juan Manuel Díaz Martínez                  | Convergencia por Bogotá     | 21.668  |
| Jesús David Araque Mejía                   | Convergencia por Bogotá     | 16.164  |
| Ricardo Andrés Correa Mojica               | Convergencia por Bogotá     | 13.731  |
| Cristina Calderón Restrepo                 | Convergencia por Bogotá     | 13.096  |
| Juan David Quintero Rubio                  | Convergencia por Bogotá     | 12.635  |
| Fernando López Gutiérrez                   | Convergencia por Bogotá     | 11.090  |
| David Hernando Saavedra Murcia             | Convergencia por Bogotá     | 9.280   |
| Heidy Lorena Sánchez Barreto               | Pacto Histórico             | 381.804 |
| Ana Teresa Bernal Montañez                 | Pacto Histórico             | 381.804 |
| Rocío Dussan Pérez                         | Pacto Histórico             | 381.804 |
| Oscar Fernando Bastidas Jacanamijoy        | Pacto Histórico             | 381.804 |
| José del Carmén Cuesta Novoa               | Pacto Histórico             | 381.804 |
| Quena María Ribadeneira Miño               | Pacto Histórico             | 381.804 |
| Donka Atanassova lakimova                  | Pacto Histórico             | 381.804 |
| Daniel Felipe Briceño Montes               | Partido Centro Democrático  | 49.894  |
| Sandra Consuelo Forero Ramírez             | Partido Centro Democrático  | 32.949  |
| Diana Marcela Diago Guaqueta               | Partido Centro Democrático  | 28.510  |
| Oscar Jaime Ramírez Vahos                  | Partido Centro Democrático  | 25.359  |
| Julián Uscategui Pastrana                  | Partido Centro Democrático  | 18.640  |
| Humberto Rafael Amín Martelo               | Partido Centro Democrático  | 16.452  |
| Andrés Giovanni Barrios Bernal             | Partido Centro Democrático  | 13.432  |
| Samir José Abisambra Vesga                 | Partido Liberal             | 53.523  |
| Germán Augusto García Maya                 | Partido Liberal             | 30.114  |
| Clara Lucía Sandoval Moreno                | Partido Liberal             | 22.901  |
| María Victoria Vargas Silva                | Partido Liberal             | 21.067  |
| Darío Fernando Cepeda Peña                 | Partido Liberal             | 21.033  |
| Armando de los Milagros Gutiérrez González | Partido Liberal             | 20.936  |
| Rolando Alberto González García            | Coalición CR - MIRA - PUG   | 30.089  |
| Fabián Andrés Puentes Sierra               | Coalición CR - MIRA - PUG   | 28.496  |
| Samir Bedoya Piraquive                     | Coalición CR - MIRA - PUG   | 26.965  |
| Rubén Darío Torrado Pacheco                | Coalición CR - MIRA - PUG   | 23.733  |
| Edison Julián Forero Castelblanco          | Coalición LARA Bogotá       | 70.032  |
| Angelo Schiavenato Rivadeneira             | Coalición LARA Bogotá       | 11.022  |
| Marco Fidel Acosta Rico                    | Coalición PCC - CJL         | 21.016  |
| Emel Rojas Castillo                        | Coalición Bogotá Más Fuerte | 11.882  |
| Juan Daniel Oviedo Arango                  | Con Toda por Bogotá         | [ n 1 ] |

### Juntas Administradoras Locales
|  | 14.46 % |

|  | 11.76 % |

|  | 12.75 % |

|  | 12.23 % |

|  | 11.53 % |

|  | 7.59 % |

|  | 2.59 % |

|  | 2.38 % |

|  | 1.32 % |

|  | 1.15 % |

|  | 0.53 % |

|  | 0.48 % |

|  | 0.40 % |

|  | 0.03 % |

|  | 0.01 % |

|  | 0.01 % |

|  | 16.90 % |

|  | 3.28 % |

|  | 3.61 % |

#### Distribución de curules
| Partido o Coalición               | USA | CHA | SFE | SCR | USM | TUN | BOS | KEN | FON | ENG | SUB | BUN | TEU | LMA | ANA | PAR | LCA | RUU | CBO | SUM | Total |
| --------------------------------- | --- | --- | --- | --- | --- | --- | --- | --- | --- | --- | --- | --- | --- | --- | --- | --- | --- | --- | --- | --- | ----- |
| Coalición Pacto Histórico         | 1   | 1   | 2   | 3   | 2   | 2   | 3   | 3   | 1   | 2   | 2   | 1   | 2   | 1   | 2   | 2   | 1   | 2   | 3   | 0   | 36    |
| Partido Liberal Colombiano        | 1   | 1   | 2   | 2   | 2   | 2   | 1   | 2   | 2   | 2   | 1   | 2   | 1   | 1   | 1   | 2   | 2   | 2   | 2   | 3   | 33    |
| Partido Alianza Verde             | 1   | 1   | 1   | 2   | 2   | 2   | 1   | 2   | 2   | 2   | 2   | 1   | 2   | 1   | 1   | 3   | 2   | 3   | 2   | 1   | 32    |
| Coalición Convergencia por Bogotá | 3   | 1   | 1   | 2   | 1   | 1   | 2   | 2   | 2   | 2   | 2   | 2   | 2   | 1   | 2   | 1   | 1   | 2   | 1   | 0   | 31    |
| Partido Centro Democrático        | 4   | 3   | 1   | 1   | 1   | 1   | 1   | 1   | 1   | 2   | 3   | 2   | 2   | 2   | 1   | 2   | 1   | 1   | 1   | 0   | 31    |
| Coalición CR - MIRA               | 1   | 0   | 0   | 1   | 1   | 1   | 1   | 1   | 1   | 1   | 1   | 1   | 0   | 1   | 0   | 1   | 0   | 1   | 2   | 0   | 15    |
| Polo Democrático Alternativo      | 0   | 0   | 0   | 0   | 0   | 0   | 0   | 0   | 0   | 0   | 0   | 0   | 0   | 0   | 0   | 0   | 0   | 0   | 0   | 3   | 3     |
| Total curules                     | 11  | 7   | 7   | 11  | 9   | 9   | 9   | 11  | 9   | 11  | 11  | 9   | 9   | 7   | 7   | 11  | 7   | 11  | 11  | 7   | 184   |